# 越前下関駅
越前下関駅（えちぜんしもぜきえき）は、かつて福井県坂井郡大関村（現坂井市）にあった北陸本線の駅（廃駅）である。

## 歴史
当駅は1938年（昭和13年）6月1日に北陸本線丸岡駅 - 金津駅間に旅客駅として開業した。ただし、当駅にて取扱う旅客は、北陸本線小松駅、金沢駅ならびに武生駅 - 大聖寺駅間及び三国線各駅に発着するものに限定されていた。同日、三国線三国駅 - 北陸本線武生駅間においてはガソリンカーの運転が開始され、当駅にはこの種の列車が発着していた。なお当駅は金津駅長の管理下にあった。
その後、1940年（昭和15年）11月1日に戦局の長期化に伴って三国線におけるガソリンカーの運用が廃止されるに伴い、運輸営業を停止した。

### 年表
- 1938年（昭和13年）6月1日 - 北陸本線丸岡駅 - 金津駅間に旅客駅として開業する[1][2][3]。ただし当駅にて取扱う旅客は、北陸本線小松駅、金沢駅ならびに武生駅 - 大聖寺駅間及び三国線各駅に発着するものに限る[1]。
- 1940年（昭和15年）11月1日 - 運輸営業を停止する[7]。

## 脚註
註釈
1. ↑  「廃止」ではなく一時「停止」の扱いとなっている[7][8]